# Llista d'asteroides/123201–123300
| Nom      | Designació provisional | Data de descobriment | Lloc de descobriment | Descobridor/s |
| -------- | ---------------------- | -------------------- | -------------------- | ------------- |
| 123201 - | 2000 UK24              | 24 d'octubre, 2000   | Socorro              | LINEAR        |
| 123202 - | 2000 UG25              | 24 d'octubre, 2000   | Socorro              | LINEAR        |
| 123203 - | 2000 UV27              | 25 d'octubre, 2000   | Socorro              | LINEAR        |
| 123204 - | 2000 UX27              | 25 d'octubre, 2000   | Socorro              | LINEAR        |
| 123205 - | 2000 UZ27              | 25 d'octubre, 2000   | Socorro              | LINEAR        |
| 123206 - | 2000 UA28              | 25 d'octubre, 2000   | Socorro              | LINEAR        |
| 123207 - | 2000 UC28              | 25 d'octubre, 2000   | Socorro              | LINEAR        |
| 123208 - | 2000 UO29              | 24 d'octubre, 2000   | Socorro              | LINEAR        |
| 123209 - | 2000 UW32              | 29 d'octubre, 2000   | Kitt Peak            | Spacewatch    |
| 123210 - | 2000 UW34              | 24 d'octubre, 2000   | Socorro              | LINEAR        |
| 123211 - | 2000 UW36              | 24 d'octubre, 2000   | Socorro              | LINEAR        |
| 123212 - | 2000 UY36              | 24 d'octubre, 2000   | Socorro              | LINEAR        |
| 123213 - | 2000 UK37              | 24 d'octubre, 2000   | Socorro              | LINEAR        |
| 123214 - | 2000 UX37              | 24 d'octubre, 2000   | Socorro              | LINEAR        |
| 123215 - | 2000 UG38              | 24 d'octubre, 2000   | Socorro              | LINEAR        |
| 123216 - | 2000 UZ39              | 24 d'octubre, 2000   | Socorro              | LINEAR        |
| 123217 - | 2000 UF40              | 24 d'octubre, 2000   | Socorro              | LINEAR        |
| 123218 - | 2000 UN40              | 24 d'octubre, 2000   | Socorro              | LINEAR        |
| 123219 - | 2000 UC41              | 24 d'octubre, 2000   | Socorro              | LINEAR        |
| 123220 - | 2000 UR41              | 24 d'octubre, 2000   | Socorro              | LINEAR        |
| 123221 - | 2000 UQ44              | 24 d'octubre, 2000   | Socorro              | LINEAR        |
| 123222 - | 2000 UX46              | 24 d'octubre, 2000   | Socorro              | LINEAR        |
| 123223 - | 2000 UH47              | 24 d'octubre, 2000   | Socorro              | LINEAR        |
| 123224 - | 2000 UR48              | 24 d'octubre, 2000   | Socorro              | LINEAR        |
| 123225 - | 2000 UW48              | 24 d'octubre, 2000   | Socorro              | LINEAR        |
| 123226 - | 2000 UD49              | 24 d'octubre, 2000   | Socorro              | LINEAR        |
| 123227 - | 2000 UP49              | 24 d'octubre, 2000   | Socorro              | LINEAR        |
| 123228 - | 2000 UE50              | 24 d'octubre, 2000   | Socorro              | LINEAR        |
| 123229 - | 2000 UT52              | 24 d'octubre, 2000   | Socorro              | LINEAR        |
| 123230 - | 2000 UL53              | 24 d'octubre, 2000   | Socorro              | LINEAR        |
| 123231 - | 2000 UC55              | 24 d'octubre, 2000   | Socorro              | LINEAR        |
| 123232 - | 2000 UQ56              | 25 d'octubre, 2000   | Socorro              | LINEAR        |
| 123233 - | 2000 US56              | 25 d'octubre, 2000   | Socorro              | LINEAR        |
| 123234 - | 2000 UO57              | 25 d'octubre, 2000   | Socorro              | LINEAR        |
| 123235 - | 2000 UP57              | 25 d'octubre, 2000   | Socorro              | LINEAR        |
| 123236 - | 2000 UX57              | 25 d'octubre, 2000   | Socorro              | LINEAR        |
| 123237 - | 2000 UH58              | 25 d'octubre, 2000   | Socorro              | LINEAR        |
| 123238 - | 2000 UN58              | 25 d'octubre, 2000   | Socorro              | LINEAR        |
| 123239 - | 2000 UQ58              | 25 d'octubre, 2000   | Socorro              | LINEAR        |
| 123240 - | 2000 UU59              | 25 d'octubre, 2000   | Socorro              | LINEAR        |
| 123241 - | 2000 UL60              | 25 d'octubre, 2000   | Socorro              | LINEAR        |
| 123242 - | 2000 US61              | 25 d'octubre, 2000   | Socorro              | LINEAR        |
| 123243 - | 2000 UW63              | 25 d'octubre, 2000   | Socorro              | LINEAR        |
| 123244 - | 2000 UY64              | 25 d'octubre, 2000   | Socorro              | LINEAR        |
| 123245 - | 2000 UC65              | 25 d'octubre, 2000   | Socorro              | LINEAR        |
| 123246 - | 2000 UO65              | 25 d'octubre, 2000   | Socorro              | LINEAR        |
| 123247 - | 2000 UL67              | 25 d'octubre, 2000   | Socorro              | LINEAR        |
| 123248 - | 2000 UT67              | 25 d'octubre, 2000   | Socorro              | LINEAR        |
| 123249 - | 2000 UK68              | 25 d'octubre, 2000   | Socorro              | LINEAR        |
| 123250 - | 2000 UN68              | 25 d'octubre, 2000   | Socorro              | LINEAR        |
| 123251 - | 2000 UP68              | 25 d'octubre, 2000   | Socorro              | LINEAR        |
| 123252 - | 2000 UG69              | 25 d'octubre, 2000   | Socorro              | LINEAR        |
| 123253 - | 2000 UC70              | 25 d'octubre, 2000   | Socorro              | LINEAR        |
| 123254 - | 2000 UT70              | 25 d'octubre, 2000   | Socorro              | LINEAR        |
| 123255 - | 2000 UM71              | 25 d'octubre, 2000   | Socorro              | LINEAR        |
| 123256 - | 2000 US73              | 26 d'octubre, 2000   | Socorro              | LINEAR        |
| 123257 - | 2000 UT73              | 26 d'octubre, 2000   | Socorro              | LINEAR        |
| 123258 - | 2000 UO74              | 30 d'octubre, 2000   | Socorro              | LINEAR        |
| 123259 - | 2000 UV74              | 31 d'octubre, 2000   | Socorro              | LINEAR        |
| 123260 - | 2000 UR76              | 24 d'octubre, 2000   | Socorro              | LINEAR        |
| 123261 - | 2000 UO77              | 24 d'octubre, 2000   | Socorro              | LINEAR        |
| 123262 - | 2000 UJ78              | 24 d'octubre, 2000   | Socorro              | LINEAR        |
| 123263 - | 2000 UO78              | 24 d'octubre, 2000   | Socorro              | LINEAR        |
| 123264 - | 2000 US78              | 24 d'octubre, 2000   | Socorro              | LINEAR        |
| 123265 - | 2000 UA80              | 24 d'octubre, 2000   | Socorro              | LINEAR        |
| 123266 - | 2000 UY81              | 25 d'octubre, 2000   | Socorro              | LINEAR        |
| 123267 - | 2000 UK82              | 26 d'octubre, 2000   | Socorro              | LINEAR        |
| 123268 - | 2000 UQ82              | 29 d'octubre, 2000   | Socorro              | LINEAR        |
| 123269 - | 2000 UT84              | 31 d'octubre, 2000   | Socorro              | LINEAR        |
| 123270 - | 2000 UB85              | 31 d'octubre, 2000   | Socorro              | LINEAR        |
| 123271 - | 2000 UA88              | 31 d'octubre, 2000   | Socorro              | LINEAR        |
| 123272 - | 2000 UN89              | 31 d'octubre, 2000   | Socorro              | LINEAR        |
| 123273 - | 2000 UO90              | 24 d'octubre, 2000   | Socorro              | LINEAR        |
| 123274 - | 2000 UZ90              | 25 d'octubre, 2000   | Socorro              | LINEAR        |
| 123275 - | 2000 UO91              | 25 d'octubre, 2000   | Socorro              | LINEAR        |
| 123276 - | 2000 UO93              | 25 d'octubre, 2000   | Socorro              | LINEAR        |
| 123277 - | 2000 UU93              | 25 d'octubre, 2000   | Socorro              | LINEAR        |
| 123278 - | 2000 UG95              | 25 d'octubre, 2000   | Socorro              | LINEAR        |
| 123279 - | 2000 UP96              | 25 d'octubre, 2000   | Socorro              | LINEAR        |
| 123280 - | 2000 UT96              | 25 d'octubre, 2000   | Socorro              | LINEAR        |
| 123281 - | 2000 UY96              | 25 d'octubre, 2000   | Socorro              | LINEAR        |
| 123282 - | 2000 US97              | 25 d'octubre, 2000   | Socorro              | LINEAR        |
| 123283 - | 2000 UH98              | 25 d'octubre, 2000   | Socorro              | LINEAR        |
| 123284 - | 2000 UZ98              | 25 d'octubre, 2000   | Socorro              | LINEAR        |
| 123285 - | 2000 UE99              | 25 d'octubre, 2000   | Socorro              | LINEAR        |
| 123286 - | 2000 UG99              | 25 d'octubre, 2000   | Socorro              | LINEAR        |
| 123287 - | 2000 UK99              | 25 d'octubre, 2000   | Socorro              | LINEAR        |
| 123288 - | 2000 UV99              | 25 d'octubre, 2000   | Socorro              | LINEAR        |
| 123289 - | 2000 UC100             | 25 d'octubre, 2000   | Socorro              | LINEAR        |
| 123290 - | 2000 UH100             | 25 d'octubre, 2000   | Socorro              | LINEAR        |
| 123291 - | 2000 UH101             | 25 d'octubre, 2000   | Socorro              | LINEAR        |
| 123292 - | 2000 UT101             | 25 d'octubre, 2000   | Socorro              | LINEAR        |
| 123293 - | 2000 UU102             | 25 d'octubre, 2000   | Socorro              | LINEAR        |
| 123294 - | 2000 UX102             | 25 d'octubre, 2000   | Socorro              | LINEAR        |
| 123295 - | 2000 UH103             | 25 d'octubre, 2000   | Socorro              | LINEAR        |
| 123296 - | 2000 UJ104             | 25 d'octubre, 2000   | Socorro              | LINEAR        |
| 123297 - | 2000 UC105             | 29 d'octubre, 2000   | Socorro              | LINEAR        |
| 123298 - | 2000 UB110             | 31 d'octubre, 2000   | Socorro              | LINEAR        |
| 123299 - | 2000 UG111             | 26 d'octubre, 2000   | Kitt Peak            | Spacewatch    |
| 123300 - | 2000 UF112             | 31 d'octubre, 2000   | Socorro              | LINEAR        |